# S/2007 S 2
S/2007 S 2 は、土星の衛星のひとつである。ハワイ大学のスコット・S・シェパード、デビッド・C・ジューイット、ブライアン・マースデン、ジャン・クレイナらによる2007年1月18日～4月19日の間の観測によって発見された。観測にはすばる望遠鏡が用いられた。2007年5月1日に小惑星センターのサーキュラーで発見が公表され、S/2007 S 2 という仮符号が与えられた。また国際天文学連合のサーキュラーでも5月11日に公表された。
推定直径が 6 km の小さな衛星である。逆行軌道を持ち、北欧群に属すると考えられるが、詳細は不明である。S/2007 S 2 は2007年の発見報告以降は検出されておらず、見失われた状態にある。